# Гастінгс (Оклахома)
Гастінгс (англ. Hastings) — місто (англ. town) в США, в окрузі Джефферсон штату Оклахома. Населення — 104 особи (2020).

## Географія
Гастінгс розташований за координатами 34°13′27″ пн. ш. 98°6′31″ зх. д. / 34.22417° пн. ш. 98.10861° зх. д. (34.224281, -98.108712).  За даними Бюро перепису населення США в 2010 році місто мало площу 1,24 км², уся площа — суходіл.

## Демографія
Згідно з переписом 2010 року, у місті мешкали 143 особи в 68 домогосподарствах у складі 44 родин. Густота населення становила 115 осіб/км².  Було 95 помешкань (76/км²).
Расовий склад населення:
| - 90,2 % — білих - 1,4 % — корінних американців - 1,4 % — осіб інших рас |

До двох чи більше рас належало 7,0 %. Частка іспаномовних становила 4,9 % від усіх жителів.
За віковим діапазоном населення розподілялося таким чином: 16,1 % — особи молодші 18 років, 55,2 % — особи у віці 18—64 років, 28,7 % — особи у віці 65 років та старші. Медіана віку мешканця становила 50,8 року. На 100 осіб жіночої статі у місті припадало 101,4 чоловіків;  на 100 жінок у віці від 18 років та старших — 110,5 чоловіків також старших 18 років.
Середній дохід на одне домашнє господарство  становив 48 228 доларів США (медіана — 40 833), а середній дохід на одну сім'ю — 87 760 доларів (медіана — 66 875). 
Цивільне працевлаштоване населення становило 23 особи. Основні галузі зайнятості: будівництво — 39,1 %, роздрібна торгівля — 17,4 %, фінанси, страхування та нерухомість — 17,4 %.